# Sant Miquel de Riunoguers

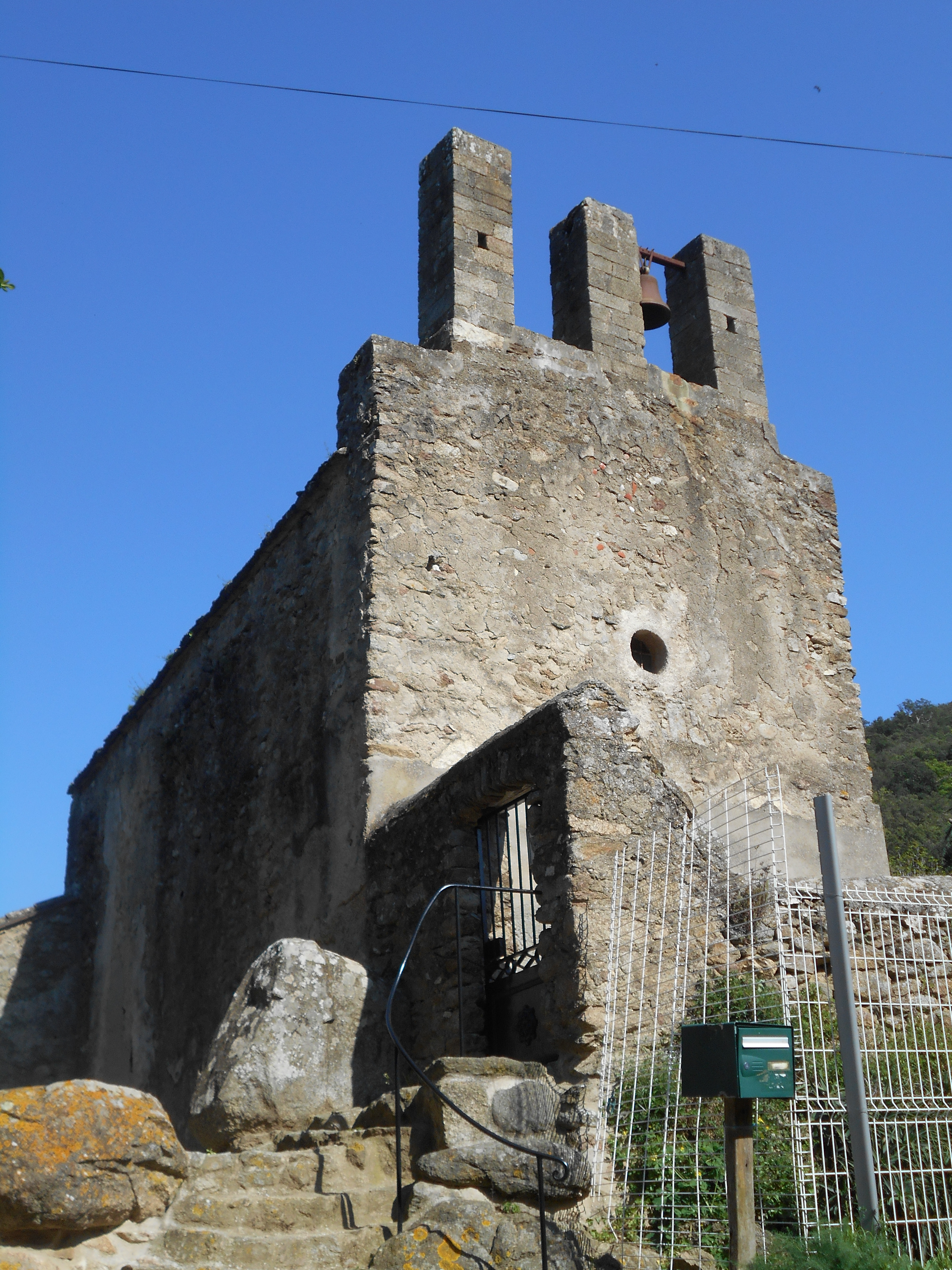
Façana occidental

Sant Miquel de Riunoguers és l'església del poble, i antiga comuna, de Riunoguers, actualment pertanyent al terme comunal de Morellàs i les Illes, de la comarca del Vallespir, a la Catalunya del Nord.
Està situada en el punt més alt del poble de Riunoguers, a la zona sud-oriental del terme al qual pertany. És un monument protegit.

## Història

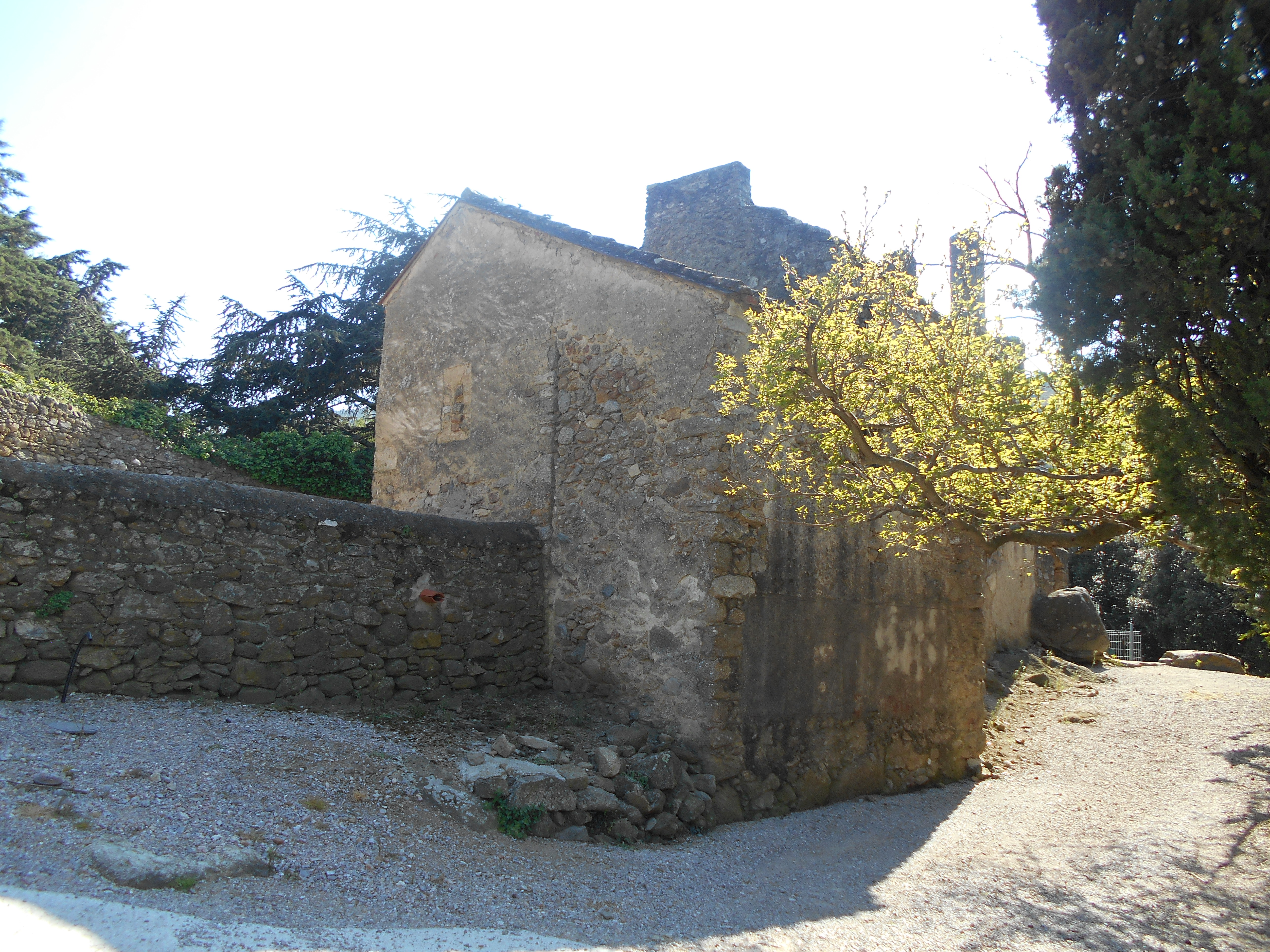
Capçalera oriental

Sant Miquel de Riunoguers consta com a dependència de Sant Pere de Rodes; una butlla del papa Benet VI del 974 ho confirma, amb la forma de villa de Rivonugario. El 982 apareix en un precepte del rei Lotari amb la forma Rium Nogarium, eccl. S. Michaelis, i, encara, una butlla de Joan XV, del 990, cita Rivo de Nugarios. Aquesta església l'any 1400 tenia categoria de parroquial, però a la primera meitat del segle xvii passà a dependre de Santa Maria de la Clusa, lloc on residia el rector de les Illes i Riunoguers, totes dues sufragànies de l'església parroquial de la Clusa.

## L'edifici

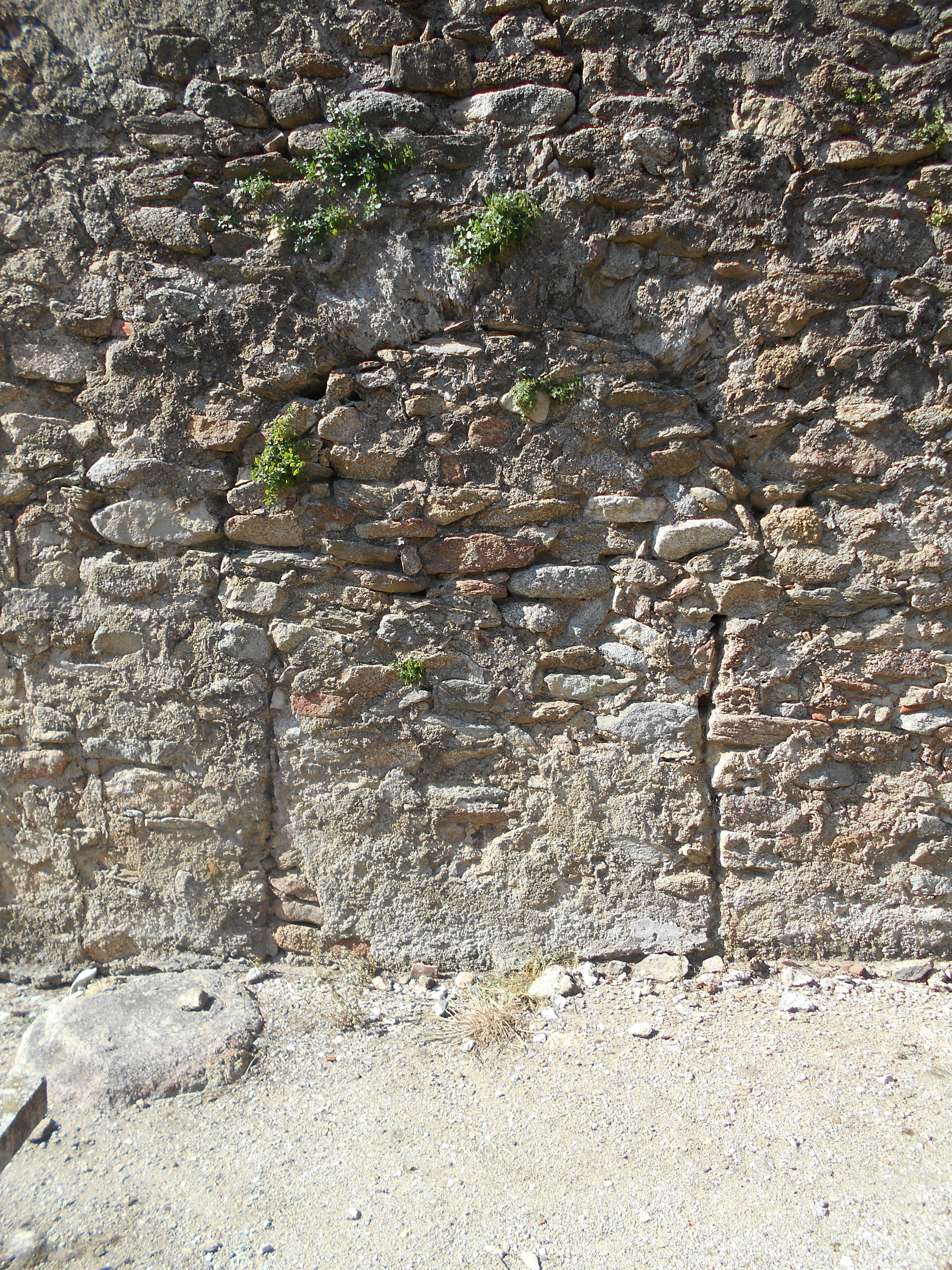
Antiga porta, a migdia

Es tracta d'un dels exemplars més ben conservats del prerromànic del Vallespir. Consta d'una sola nau, rectangular, capçada a llevant per un absis de planta trapezoïdal que, com moltes esglésies prerromàniques, presenta una desviació en l'eix, respecte del de la nau, que ha estat sovint interpretada com la inclinació del cap de Jesucrist en agonia a la creu. Tant la nau com l'absis són coberts amb volta de canó lleugerament en forma de ferradura, amb la característica, habitual en el prerromànic, que la nau és molt més alta que l'absis. És una església datable entre els segles IX i XI.